# You're So Great
«You're So Great» es la séptima canción del quinto álbum homónimo de la banda de rock británica Blur.

## Canción
Es la primera canción del grupo en el que Graham Coxon incorporó las voces, aparte de ser el que la ha escrito. Comparte algunos temas con «Coffee & TV», una canción del siguiente álbum de Blur también cantada por Coxon, 13. Ambos hacen referencia ambigua al amor, pero se desconoce si es un amor romántico interpersonal o un amor por el alcohol (Coxon era alcohólico en el momento del lanzamiento de Blur).

## Personal
- Graham Coxon: voz, guitarras